# Johannes Lohs
Johannes Lohs (Einsiedel, 24 giugno 1889 – Canale della Manica, 14 agosto 1918) è stato un militare tedesco, distintosi come ufficiale della Kaiserliche Marine imbarcato sui sommergibili durante la prima guerra mondiale, dove venne decorato con l'Ordine Pour le Mérite. Nel corso del conflitto affondò 76 navi mercantile, per un totale di 149.465 tonnellate di stazza, e una da guerra per altre 1.200 tsl, e ne danneggiò altre 19 per un totale di 95.070 GRT..

## Biografia
Nacque il 24 giugno 1889 a Einsiedel, in Sassonia, figlio di Oswald, proprietario di un'industria  locale. Frequentò prima la scuola nel suo villaggio natale e poi il liceo a Chemnitz.
Entrò come guardiamarina nella Kaiserliche Marine il 1 aprile 1909, completò il suo addestramento di base presso l'incrociatore protetto Victoria Louise e ricevette un ulteriore addestramento all'Accademia navale di Murwik, dove il 12 aprile 1910 fu promosso Fähnrich zur See. Il 3 novembre 1911 fu trasferito sull'incrociatore leggero Berlin e il 19 settembre 1912 venne promosso Leutnant zur See. Dal 23 dicembre 1912 prestò servizio come ufficiale di segnalazione sull'incrociatore leggero Strassburg. Dopo lo scoppio della prima guerra mondiale andò in combattimento per la prima volta il 28 agosto 1914.
Il 2 maggio 1915 fu promosso Oberleutnant zur See. Per un mese  fu secondo ufficiale radiotelegrafista sull'incrociatore da battaglia Seydlitz, poi si trasferì alla U-Bootschule per due mesi. Successivamente divenne ufficiale di guardia presso una divisione torpediniere. Il 6 dicembre assunse il comando del sommergibile UC-75, con il quale effettuò 9 missioni di pattuglia,mento lungo la costa britannica. Il 2 gennaio 1918 divenne comandante dello UB-57 in sostituzione di Otto Steinbrinck. Aveva anche delle ottime idee sulla guerra sottomarina e sulle nuove tattiche da adottare, e il 24 aprile 1918 ricevette l'Ordine Pour le Mérite.
Il 3 agosto 1918 lo UB-57 salpò per l'ultima volta da Zeebrugge. L'ultimo contatto che il sommergibile ebbe con la base avvenne la sera del 14 agosto mentre l'unità era diretta a casa e si trovava all'incirca nell'area del Sandiette Bank, a est dello Stretto di Dover. Non si seppe più nulla dello UB-57 e del suo equipaggio di 34 uomini e si ritenne che il sommergibile avesse urtato una mina magnetica posata dai cacciatorpediniere della 20ª Flottiglia della Royal Navy.  Il corpo di Lohs fu ritrovato sulla riva una settimana dopo e fu sepolto nel cimitero militare di Flessinga, nei Paesi Bassi. Nel 1949 i corpi dei militari tedeschi deceduti nella prima guerra mondiale furono spostati da Flessinga a Ysselsteyn, nel Limburgo, nel nuovo cimitero militare che raccoglieva i caduti tedeschi delle due guerre mondiali.
Alla data della sua morte aveva all'attivo 13 missioni di pattugliamento ed aveva affondato 76 navi per una totale di 149.465 tonnellate  di stazza lorde (TSL). Danneggiò anche altre 17 navi e affondò l'incrociatore mercantile armato Moldavia.
Successivamente la Kriegsmarine diede il suo nome alla 3ª flottiglia sottomarini di stanza a Kiel nel 1937.

### Annotazioni
1. ↑  L'affondamento dello UB-57 fu il primo accreditato allo scoppio di una mina magnetica.

### Fonti
1. 1 2 3 4 5 6 7 8 9 10 11  U-Boat.
2. ↑  Michelsen 1925, p. 201.
3. 1 2 3 4 5 6  Scuba.
4. ↑  Hildebrand, Zweng 2003, p. 372.
5. ↑  Michelsen 1925, p. 64.
6. ↑  Marine-Kabinett 1918, p. 53.